# Mihăileni (gmina w okręgu Botoszany)
Mihăileni – gmina w Rumunii, w okręgu Botoszany. Obejmuje miejscowości Mihăileni, Pârâu Negru i Rogojești. W 2011 roku liczyła 2326 mieszkańców.